# Ekiken Kaibara
En aquest nom japonès, el cognom és Kaibara.
Kaibara Ekken (o Ekiken) (en japonès: 貝原 益軒, Kaibara Ekiken), (Fukuoka, 17 de desembre de 1630 – 5 d'octubre de 1714), fou un filòsof i científic japonès. És considerat el màxim exponent del neoconfucianisme del seu país i va ser anomenat «l'Aristòtil del Japó» pel japonòleg alemany Philipp Franz von Siebold.

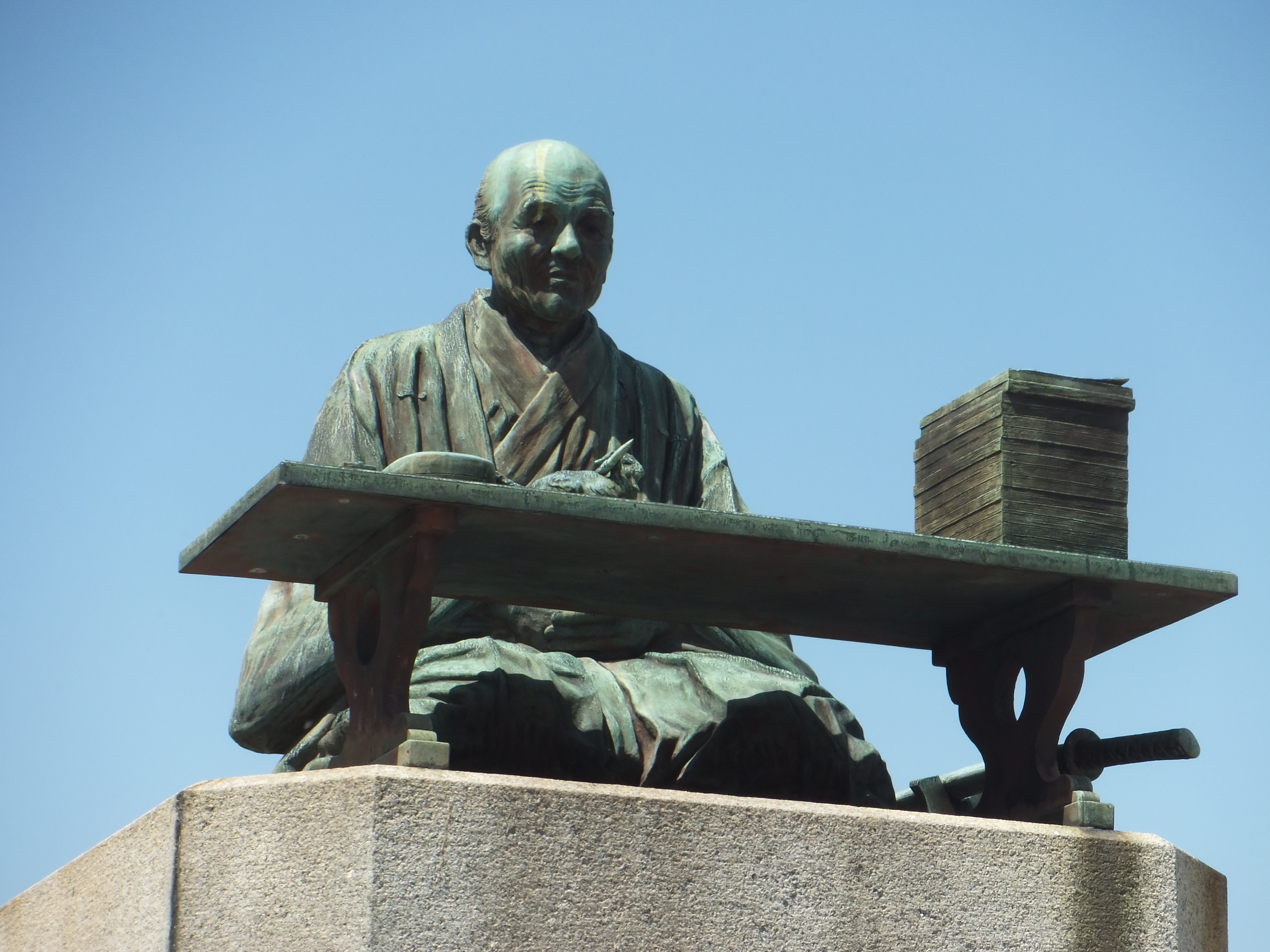
Monument funerari a la tomba d'Ekiken Kaibara, temple de Kinryū a Fukuoka

Comparant les seves coneixences científiques amb els escrits filosòfics tradicionals que estudiava (heretatge del neoconfucianisme, de les nocions daoistes i del xintoisme), va arribar a la conclusió que aquests no feien més que parlar de l'existència d'una «llei universal de la natura», que també es podia comprendre a través de la ciència. La seva gran tasca va consistir a intentar traduir aquests conceptes filosòfics, esdevinguts segons ell obtusos i hermètics, en un ensenyament pràctic expressat en llenguatge corrent japonès.
Això es va concretar amb l'edició d'una sèrie de manuals, anomenats kunmono, distribuïts per tot el país i que van esdevenir molt populars, fent que Kaibara arribés a ser molt famós al Japó de la seva època. N'hi havia, per exemple, que explicaven «com criar els infants» o «com s'havien de comportar les dones». També va tenir molt èxit la seva obra sobre la salut, Yojokun, traduïda per «Secrets de la salut i la longevitat dels japonesos» (1713). A part d'aquestes obres va publicar igualament un estudi sobre la botànica del Japó, Yamato Honzo, considerada l'obra que va inaugurar aquesta ciència al seu país.
Les seves obres completes estan compilades al recull Ekken zenshu, 8 vols. (Tòquio, 1910–1911).